# Montagu Norman, 1. Baron Norman

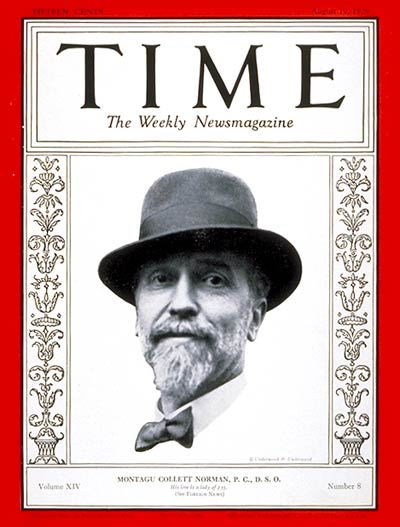
Norman auf dem Titelbild von Time, 1929

Montagu Collet Norman, 1. Baron Norman, DSO, (* 6. September 1871 in Kensington, London, England; † 4. Februar 1950 in Campden Hill, London, England) war ein bedeutender britischer Bankier. Er erlangte weltweite Bekanntheit als Gouverneur der Bank of England (1920 bis 1944).

## Wirken
Unter seiner Leitung wurde in Großbritannien der Goldstandard 1925 wieder eingeführt und 1931 nochmals aufgegeben. Er spielte eine wesentliche Rolle bei der Gründung der Bank für Internationalen Zahlungsausgleich (BIZ) 1931.
Das Direktoriumsmitglied der Deutschen Reichsbank Wilhelm Vocke schreibt in seinen Memoiren, dass er im Auftrag von Hjalmar Schacht Anfang 1924 in London einen Geheimvertrag mit Norman unterzeichnete, in dem stand, dass sich die Reichsbank in allen Fragen uneingeschränkt der Oberhoheit der Bank von England unterstellt. Dieses Dokument habe in den Archiven der beiden Notenbanken gelegen, Norman habe es aber nie erwähnt und sich nicht darauf berufen.
Er war ein enger Freund von Schacht, der die Industrielleneingabe für die Nazis organisierte, und Mitglied der Anglo-German Fellowship, die ein Bündnis mit dem nationalsozialistischen Deutschland anstrebte. Hitler und Schacht beschrieb er als „Bollwerke der Zivilisation in Deutschland“. Heinrich Brüning äußerte gegenüber dem britischen Politiker Robert Vansittart im April 1935:

„Ich bin deshalb verpflichtet zu gestehen, daß mich das deutsch-englische Zahlungsabkommen sehr bestürzte. Noch mehr bestürzt mich die Politik der Bank of England. Wenn sie fortgesetzt wird, wird sie es den Nazis ermöglichen, in einem Umfang wiederaufzurüsten, der zwangsläufig zu Konflikten führen muss.“

Am 13. Oktober 1944 wurde ihm die erbliche Peerwürde eines Baron Norman, of St Clere in the County of Kent, verliehen. Er wurde dadurch Mitglied des House of Lords. Da er kinderlos blieb, erlosch der Titel bei seinem Tod 1950.